# Začula
Začula je naseljeno mjesto u općini Ravno, Federacija Bosne i Hercegovine, BiH.
Smješteno je blizu bosanskohercegovačko-hrvatske granice. Udaljeno je od Trebinja oko 25 km, a 15 km od Dubrovnika. Prije rata u Hrvatskoj i Bosni i Hercegovini pripadao je općini Trebinje, a sad općini Ravno u Hercegovačko-neretvanskoj županiji. Po tradicionalnoj podjeli ovog područja, Začula pripada Šumi trebinjskoj. Selo je dobilo naziv po brdu Čula, na čijim padinama se nalazi. U selu je postojala pravoslavna crkva svetog proroka Jeremije, proroka čiju su slavu slavili svi seljani Začule. Crkva je srušena 1992. godine u ratu od strane Hrvatske vojske. Pred ulaz u selo su ostaci turske kule.

## Povijest
U dubrovačkim izvorima selo Začula se pisalo na različite načine: Xazula, Çaçula, Zaççula, Xaçola, Azula i Sazule. Marko Vego razlog ovog raznovrsnog načina bilježenja sela, ali i imena i prezimena, nalazi u nedovoljnom ili nikakvom poznavanju dubrovačkih pisara srpskog ili hrvatskog jezika. Drugi razlog bi mogao biti u nepostojanju pravopisnog standarda za nazive susjednih krajeva, pa se upisivanje manjih mjesta te imena i prezimena njihovih stanovnika prepuštala na slobodu i maštovitost svakog pisara. Većina građe o povijesti sela i starim Začuljanima potiče iz Državnog arhiva u Dubrovniku.
Selo Začula i Začuljani prvi put se spominju 1335. godine. Ljubo Sparavalo prenosi rezultate arhivskog istraživanja povjesničara Mihaila Dinića i navodi spis o dva seljaka iz Rožata, u Rijeci dubrovačkoj, koji su se žalili da su u brdu kod Začule opljačkani i nekoliko dana proveli vezani u nekoj rupi. Dalje se navodi da je u Začuli, 1372. godine, Vukosav Kobiljačić iz trebinjske Zagore oteo neku stoku (1979:81). Mihailo Dinić je smatrao da je Začula bilo težište srednjovjekovne vlastele ili vlasteličića (niže vlastele) Krasomirića, koji su se još nazivali i patrominicima: Dobrečević, Bogdanović, Branković, Radosalić i Radivojević. Dinić definira vlastelu (višu i nižu) kao feudalni društveni sloj slobodnih ljudi bez svojih gospodara «na svojoj zemlji na plemenitoj», mogli su imati podanike (1967:97). Prvi evidentirani Krasomirić je Dobreč i njegovo ime se javlja 1373. godine (Dinić, 1967:44). Njegovi sinovi bili su Ozriša i Radivoj Dobrečević-Krasomirić. Godine 1408. u jednom dokumentu se kaže da tri podanika Ozriše Dobrečevića iz Začule, primaju stoku na ispašu (1967:83). U travnju 1396. godine Dubrovčani traže od Bogdana Krasomirića da dođe u Šumet radi eventualne naknade štete koju su napravili Bogdanovi ljudi (1967:44). Nije zabilježeno u kojem su rodbinskom odnosu Dobreč i Bogdan. Godine 1408. spominje se i Radiša Bogdanović iz Začule, podanik kneza Pavla Radenovića (1979:81). Mogli bismo pretpostaviti da je Radiša Bogdanović sin Bogdana Krasomirića. Dalje se 1412. godine javljaju Cohan, Radoslav i Pripčin Krasomirić, sinovi Branka, s podanicima iz Začule (1967:44). Sva trojica su ostavila dosta traga u sudskim spisima Dubrovačke Republike. U njima se navode i kao Krasomirići i Brankovići iz Začule, a pribilježene su i varijacije njihovih imena. Tako su se tužbe vodile protiv Cohana i Zohana Krasomirića, braće Cohana i Pripčina Brankovića, Cohana Krasomirića Brankovića, te 1413. godine Radoslava Brankovića (1967:44). Dinić smatra da je sin Radoslava Krasomirića, Radoje Radosalić koji 1462. godine ima svoje ljude u Začuli. Marko Vego pak nalazi u dubrovačkim spisima Vuka Radosalića iz Začule, dužnika u Dubrovniku 11. travnja 1500. godine i Dragobrata Radivojevića iz Začule, s područja Žurovića, koji se spominje 2. kolovoza 1503. godine (1982:131-132). Dinić navodi još između ostalih dva imena koje nije mogao smjestiti na nijedan lokalitet niti ni uz jednu porodicu, a ovdje ih izdvajamo zato što bi se mogla povezati uz naziv brda Čule, a time i selo Začulu. To su iz 1306. godine Radin de Çulia homo de Mlados Dasiga i iz 1313. ili 1318. godine Misclo de Çula homo de Medos (1967:82).
Sparavalo tvrdi da je upravo zbog porodice Krasomirić začulansko groblje tako bogato stećcima (1979:83). Isti autor govori o važnosti kraja u kojem se nalazi i Začuli prenoseći nalaze historiografa Konstantina Jirečeka da su Dubrovčani u dva navrata 1430. i 1431. godine, htjeli kupiti od Turaka Začulu zajedno s još nekoliko susjednih sela (1979:53).
Začula je značajna i po tome što su iz začulanske porodice Kurtović birani seoski knezovi. Knezovi Kurtovići imali su ovlasti nad selima Začula, Kutina, Nenovići, Vukovići, Zaplanik, Uskoplje, Gomiljani i sjeverno do Ježeva brda blizu predjela Luga i sela Mesara. I danas se na tom području katastarske jedinice u zemljišnim knjigama zovu Kurtovići. Zadnji poznati knez Sava Gligov Kurtović umro je od posljedica ranjavanja u Hercegovačkom ustanku na Mirotinjskim dolovima 1878. godine. Knez Sava G. Kurtović bio je podkomandir bataliona Šumsko-Površkog i sudjelovao je u ustanku od samih početaka organiziranja 1875. godine (Zelenika, 1975:205), pa sve do svoje smrti.
Tijekom školske godine 1945./46., u Začuli je privremeno bila smještena područna osnovna škola u privatnoj kući Kurtovića, na samom kraju sela. Te godine đake je podučavala nastavnica Zora Kukurić. Područna škola je inače djelovala u selu Zaplanik, koja je zbog oštećenja u Drugom svjetskom ratu bila zatvorena od 1942. do 1946. godine.
Porodice Stanić i Kurtović doselile su se u Začulu krajem 17. ili početkom 18. stoljeća s Mlecima, nakon Morejskog rata.

### Crkva, crkvice, stećci i tumuli
Crkvu sv. proroka Jeremije financirao je Začuljanin Vaso Kurtović, iseljenik u Argentinu. Prema kazivanju Dubravka Kurtovića iz Trebinja, oko 1930-e godine Vaso je izrazio želju da u Šumi trebinjskoj podigne zadužbinu. U prvim zamislima to je bila škola, negdje u mjestu Hum, no od toga se odustalo i odlučilo se za crkvu. Vasin brat, Gligo Kurtović išao je na Cetinje, središte tadašnje Zetske banovine u Kraljevini Jugoslaviji, zatražiti dozvolu za gradnju crkve. Dozvolu je potpisao ban Petar Ivanišević i sam Hercegovac, porijeklom iz sela Poljica u Popovom polju. Crkva se počela graditi 1936. godine, a glavni izvođač radova bio je Ivo Skaramuca iz Ravnog. Crkva je rađena tri godine i sviještanje je obavljeno na Jeremijevdan, 14. svibnja 1936. godine. Daljnju brigu o crkvi preuzeo je Gligov sin Ćetko Kurtović. Izgradnja crkve je iznosila oko 320.000 dinara, što je tadašnja vrijednost od oko 320 volova.
Začulansko groblje nalazi se južno od sela. Ono je ujedno i srednjovjekovna nekropola. U njemu je bosanskohercegovački povjesničar umjetnosti Šefik Bešlagić evidentirao čak 74 stećka, među kojima je 14 ukrašenih sa scenama turnira, konjanicima, antropomorfnim krstovima itd. Osim stećaka (u narodu češće nazivane «grčke grobnice ili grčko groblje») u nekropoli se nalaze i dvije kamene grobne gomile, odnosno tumuli. Ljubo Sparavalo navodi da su jedna od druge udaljene oko 25 metara. Promjer osnove je oko 15 m, a visina oko 2,5 m. Gledajući njihova središta, gomile se nalaze na dijagonali jugoistok-sjeverozapad. I na jednoj i drugoj gomili leže po dva stećka. Na zapadnoj strani jugoistočne gomile vide se ruševine jedne male crkvice. Njene unutarnje dimenzije nisu veće od 3,50 X 1,80 metara, a zidovi su debeli do 1 metar. Zidana je bez žbuke, širokim suhozidom. Jedan metar zapadno od ove crkvice počinju nizovi stećaka. Između stećaka se ulazilo u crkvicu (1979:84).
Izvan groblja, a jugoistočno od njega, nalaze se ostaci druge crkve. Zidana je od klesanog kamena, opet bez žbuke. Unutarnje dimenzije su joj: po dužini 5,30 m, a po širini 3,10 m. Zidovi su široki do 1 m. Uz vanjsku stranu zapadnog zida, na kome su bila i vrata crkve, blizu južnog ugla uzidan je jedan prizmatični kameni stub (70 X 45 X 25 cm). Stub je grubo klesan, a na njemu je cijelom visinom i širinom isklesani reljefasti krst. Sparavalo smatra da ovaj začulanski podsjeća na krst na stubu u obližnjem selu Đedići. Pred crkvom se nalazi grob. Smatra se da je ova crkva mlađa od one u samom groblju i stoga što se očuvala legenda u vezi njezinog građenja. Legenda kaže da ju je dala izgraditi jedna udovica za svog ubijenog sina. Po predanju, kako navode Petar J. Kurtović iz Začule i Dubravko Kurtović iz Trebinja, da bi se zaustavila krvna osveta, sazvano je krvno kolo, umir. Došlo je do sporazuma da se ženi isplati odšteta u novcu. Žena je tražila veliku sumu, koja je i isplaćena, ali su tom prilikom platitelji ženu prokleli. Crkvu je podigla kod sinova groba. Predanje kaže da je u crkvu, čim je dovršena, zbog prokletstva, udario grom i potpuno je uništio, a ključ od crkvenih vrata bacio čak u brdo Vlašticu (1979:85).

### Tumuli, gradine i selišta u okolici Začule
Na različitim lokalitetima u okolici sela Začula zabilježen je veliki broj tumula, tj. grobnih gomila. Đorđo Odavić navodi da s istočne strane brda Đerinac postoji gomila zvana Gomilica na istoimenoj njivi. Zatim postoje gomile na njivama Prašno, Repočević, Srnati dol, Ruž dolac, Mokri dol, San dolina, Korito, Jelušina, Vučji dol, Koritna, zatim u selištu Gerušići, Igrištima, Vlakama i Vrtinama. Također postoji gomila ispod gradine Jelovča, kao i Rančeva i Vrčkova gomila (1978:150). 
Sjeverno iznad sela, diže se uzvišenje zvano Gradina, s eliptičnim nasipom, dimenzija 20 X 15 m. Tu su nađeni ulomci prapovijesne keramike. Sjeveroistočno od sela nalazi se lokalitet Gradac sa slabim ostacima zidova i keramike. Iznad njiva Prašno i Šćenica nalazi se Kurtovića grad s nešto ulomaka keramike, dok je Stanića grad (oko 2,5 km sjeverozapadno od sela) mnogo očuvaniji s uočljivim suhozidom i prilično keramičkih ulomaka. Gradina Jelovča se nalazi 500 m sjeveroistočno od sela, ali nema nikakvih pretpovijesnih nalaza (1978:152-153).
Sparavalo prenosi da je 1903. godine Obrad Đurić-Kozić zabilježio da blizu Začule postoje dva selišta: Berovići i Gerušići. Stanovnici Berovića su vjerojatno bili sahranjivani u zaplaničkom groblju kod katoličke crkvice sv. Petra, jer ih dominikanac Josipa M. Bonaldi u 17. stoljeću spominje zajedno s ostalim selima s katoličkim stanovništvom i zaplaničkim ukopom. Za Gerušiće se ne zna gdje su bili pokapani (1979:84).

## Stanovništvo

### 1991.
Nacionalni sastav stanovništva 1991. godine, bio je sljedeći:
ukupno: 23
- Srbi - 22
- Jugoslaveni - 1

### 2013.
Nacionalni sastav stanovništva 2013. godine, bio je sljedeći:
ukupno: 8
- Srbi - 8

## Vanjske poveznice
- Topografska karta sela Začula (Federacija Bosne i Hercegovine, Republika Bosna i Hercegovina)
- Satelitska snimka  Arhivirana inačica izvorne stranice od 30. rujna 2007. (Wayback Machine)